# G0期

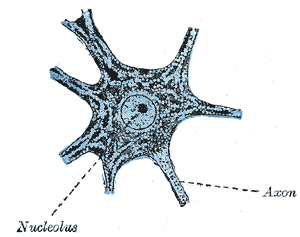
分化した神経細胞など多くの哺乳類細胞が永久的または半永久的にG_{0}期状態となる。

G0期（英: G0 phase）は、細胞周期の外部に位置する細胞状態である。G0期は栄養素の欠乏など増殖に必要な資源の制限によって引き起こされる段階であり、resting phaseと呼ばれる休止段階であると一般的に考えられていた。現在では、G0期にはさまざまな状態が存在すること、また複数の理由でG0期への移行が起こることが知られている。例えば、成体の神経細胞の大部分は体内で最も活発に代謝を行う細胞の1つであるが、完全に分化したterminal G0 phaseと呼ばれる状態で存在する。神経細胞は、確率的要因や栄養素の供給不足のためでなはく、内部の遺伝的プログラムによってこの状態となっている。
G0期と呼ばれる細胞状態の存在は、細胞周期の初期の研究において初めて示唆された。放射性同位体ラベリング技術を用いて細胞周期の4つの段階が定義されたとき、細胞集団のすべての細胞が同じ速度で増殖するわけではないことが発見された。集団の一部は活発に増殖したが、他の細胞は非増殖状態のままであった。この非増殖細胞のうち、一部は外部刺激に応答して細胞周期の進行を再開し増殖を行った。当初は単にG1期が延長された状態であるという見方と、G1期とは異なる状態であるという見方が存在した。その後の研究によって、G1期のR点（制限点）の存在が指摘され、R点の通過より前の細胞はG0期へ移行することができるが、R点を通過した細胞は有糸分裂に従事することが示された。これらの結果によって、G0期と呼ばれるアクセスが制限された状態の存在の証拠が得られた。これら分裂を行わない細胞はG1期を脱出し、静止期（quiescent stage）と呼ばれる不活性な段階へと移行する。

## G0期の多様性
G0期には3つの状態が存在し、可逆的な状態（静止状態）と不可逆的な状態（老化状態と分化状態）のいずれかに分類される。これら3つの状態への移行は、細胞がG1期に細胞周期の次の周回への従事を決定する前に行われる。静止状態（quiescence）は可逆的なG0期の状態を指す。細胞集団の一部は、外部シグナルに応答して活性化されて細胞周期へ入る前は静止状態にある。静止状態の細胞は多くの場合、低いRNA含量、細胞増殖マーカーの欠如や、ラベリングの長期間の維持（細胞のターンオーバーが低いことを意味する）によって特徴づけられる。老化（senescence）は静止状態とは異なる状態であり、子孫が生存不可能となるようなDNAの損傷や分解に応答して細胞はこの状態へ移行する。このようなDNA損傷は、多数回の細胞分裂によるテロメアの短縮や、活性酸素種への暴露、がん遺伝子の活性化、細胞融合などによって生じることがある。老化細胞は増殖を行わないが、正常な細胞機能の多くを維持している。老化は多くの場合、損傷細胞のアポトーシスによる自己破壊の代替となる。最後に、分化細胞は細胞分化のプログラムを経て成熟し、最終的な分化状態に達した細胞である。分化細胞はG0期にとどまり続け、その主要な機能を発揮し続ける。

## 静止期幹細胞の特徴

### トランスクリプトーム
造血幹細胞、筋幹細胞（サテライト細胞）、毛包幹細胞など、いくつかのタイプの静止期幹細胞のトランスクリプトームに関して、マイクロアレイやRNA-Seqなどのハイスループット技術を用いた特徴づけが行われている。静止状態にある組織幹細胞の個々のトランスクリプトームには多様性が存在するものの、その大部分には、サイクリンA2、サイクリンB1、サイクリンE2、サバイビンといった細胞周期の進行に関わる遺伝子のダウンレギュレーション、FOXO3やEZH1などの転写調節や幹細胞の分化調節に関与する遺伝子のアップレギュレーションという共通のパターンが存在する。ミトコンドリアのシトクロムcのダウンレギュレーションは、静止期幹細胞の低い代謝状態を反映している。

### エピジェネティクス
静止期幹細胞の多く、特に成体幹細胞には、類似したエピジェネティックなパターンもみられる。その例として、bivalentドメインを形成する2つの主要なヒストンメチル化パターンである、ヒストン3のK4とK27のトリメチル化（H3K4me3とH3K27me3）が挙げられる。このドメインは転写開始部位の近傍に位置し、クロマチン状態の調節を介して胚性幹細胞での細胞系譜の決定や、毛包や筋の幹細胞での静止期状態の制御を調節することが判明している。

## 静止状態の調節

### 細胞周期の調節因子
がん抑制遺伝子の機能、特にp53とRb遺伝子は、幹細胞の静止状態の維持と過剰な細胞分裂による前駆細胞プールの枯渇の防止に必要である。例えば、3つのRbファミリータンパク質のすべてを欠失すると、造血幹細胞は静止状態を脱することが示されている。また、p53が欠損するとこれらの幹細胞は細胞周期を脱出してG0期へ移行することができなくなり、分化が防がれることが示されている。p53とRbに加えて、p21、p27、p57といったサイクリン依存性キナーゼ阻害因子も静止状態の維持に重要である。マウスの造血幹細胞では、p57とp27のノックアウトによってサイクリンD1の核内輸送とRbのリン酸化が行われ、G0期からの脱出が引き起こされる。最後に、Notchシグナリング経路も静止状態の維持に重要な役割を果たすことが示されている。

### 転写後調節
miRNAの合成による遺伝子発現の転写後調節も、幹細胞の静止状態の維持に重要な役割を果たすことが示されている。標的mRNAの3' UTRに結合したmiRNAは、そのmRNAから機能的なタンパク質への翻訳が起こるのを防ぐ。幹細胞で見られるmiRNAの例としては、造血幹細胞でPI3K/AKT/mTOR経路を制御するmiR-126、筋幹細胞でがん遺伝子のDEKを抑制するmiR-489、MYF5を調節するmiR-31がある。miRNAはmRNAをリボヌクレオタンパク質複合体内へ隔離し、G1期への迅速な移行に必要なmRNAを貯蔵する。

### ストレス応答
長期間静止状態にある幹細胞は、しばしば酸化ストレスのようなさまざまな環境ストレス因子に直面する。しかし、これらの細胞はこのようなストレス因子に応答するいくつかの機構を備えている。例えば、FOXO転写因子は活性酸素種の存在に応答し、HIF1AとLKB1は低酸素状態に応答する。造血幹細胞では、代謝ストレスに応答してオートファジーが誘導される。

## 可逆的なG0期の例

### 組織幹細胞
幹細胞は分化した娘細胞を生み出す一方、自己複製によって自身の幹細胞性を維持するという独特の能力を持つ。哺乳類では、成体の組織の大部分には組織特異的幹細胞が含まれており、組織内部に位置し生涯にわたって組織の恒常性を維持する。これらの細胞は、分化して再生に従事する前に組織の損傷に応答して膨大な回数の増殖を行う。一部の組織幹細胞は外部の刺激によって活性化されるまで、可逆的な静止状態で存在する。筋幹細胞（MuSC）、神経幹細胞（NSC）、腸管幹細胞（ISC）など、組織幹細胞には多くの種類が存在する。
近年、幹細胞の静止状態はG0期とGAlert期と名付けられた2つの異なる機能的段階からなることが示唆されている。幹細胞は損傷刺激に応答してこれらの段階を活発に可逆的に行き来すると考えられており、GAlert期には組織再生機能が上昇するようである。そのため、GAlert期への移行は、幹細胞の細胞周期の進行のプライミングを行い、迅速に損傷やストレスに応答できるようにする適応反応であることが提唱されている。筋幹細胞では、HGF受容体c-Metを介したシグナル伝達とともに、mTORC1の活性がG0期からGAlert期への移行を制御する因子として同定されている。

### 成熟肝細胞
組織幹細胞の可逆的静止状態は刺激への迅速な応答、適切な恒常性の維持と再生に重要であるが、可逆的なG0期は成熟した肝細胞など幹細胞以外の細胞でも見られる。正常な肝臓では肝細胞は静止期にあるのが一般的であるが、肝臓の部分切除後の肝臓の再生過程では限られた回数（2回以下）の細胞分裂による増殖が行われる。しかし特定の場合には、肝細胞は膨大な回数（70回以上）の細胞分裂による増殖を行うこともある。

## 不可逆的なG0期の例

### 老化細胞
老化細胞は加齢やそれに関連した疾患と関連付けられており、間質組織、血管系、造血系、上皮組織など自己複製を行う多くの組織に存在している。細胞老化は多数回の細胞分裂に起因するものであり、多くの場合加齢と関連した変性症状がみられる。乳腺上皮細胞機能モデルにおいては、老化した線維芽細胞はマトリックスメタロプロテアーゼの分泌によって乳タンパク質の産生が低下する。同様に、老化した肺動脈平滑筋細胞は近接する平滑筋細胞の増殖と移動を引き起こし、おそらく肺動脈の肥大、最終的には肺高血圧症に寄与する。

### 分化した筋肉
骨格筋の筋形成の過程で筋芽細胞と呼ばれる前駆細胞では細胞周期の進行が起こるが、これらの細胞は分化して細胞融合を起こし、細胞周期の進行が起こらない筋細胞となる。その結果、骨格筋を構成する筋線維は筋核（myonucleus）と呼ばれる複数の核を持つ細胞となる。筋核は融合した各筋芽細胞の細胞核に由来するものである。骨格筋細胞はサルコメアと呼ばれる細胞構造の同時収縮による収縮力を提供し続ける。筋線維形成後の細胞分裂による線維構造の破壊は筋肉全長にわたる力の伝達の妨げとなるため、これらの細胞はterminal G0 phaseに保たれている。筋肉の成長は生育や損傷によって促進され、サテライト細胞として知られる筋幹細胞のリクルートを伴う。これらの幹細胞は可逆的な静止期から脱して分化と融合を行い、並列・直列の双方で新たな筋線維を形成して力発生能力を高める。
心筋の筋形成は、骨格筋のように融合して新たな細胞を形成するために幹細胞をリクルートするのではなく、心臓の成長に伴って細胞のサイズを増加させることによって行われる。骨格筋の場合と同様、心筋組織の増加のために心筋細胞の分裂を続けると、心機能に必要な収縮構造が破壊されてしまうと考えられる。

### 分化した骨
骨細胞は骨の細胞の90–95%を占める細胞で、細胞分裂を行わないという特徴を持つ。骨細胞は、自らが分泌した骨基質中に閉じ込められた骨芽細胞に由来する。骨細胞では合成活性は低下しているものの、構造形成以外の骨の機能も維持している。骨細胞はさまざまな機械受容機構を介して機能し、骨基質の日常的なターンオーバーを補助している。

### 分化した神経
脳内のわずかな神経発生のニッチを除いて、大部分の神経細胞は完全な分化が起こったterminal G0 phaseの段階で存在する。これらの完全に分化した神経細胞はシナプスを形成し、軸索から伝達された電気信号が近接する神経細胞の樹状突起へと伝達される。神経細胞は、このG0期の状態で老化またはアポトーシスが起こるまで機能し続ける。哺乳類の脳では加齢に伴うDNA損傷、特に酸化損傷の蓄積が起こることが多くの研究で報告されている。

## G0期への移行の機構

### Rim15の役割
Rim15は二倍体の酵母細胞での減数分裂の開始に重要な役割を果たす因子として最初に発見された。酵母の生存に重要な栄養源であるグルコースや窒素が乏しい条件下では、二倍体酵母細胞はearly meiotic-specific genes（EMG、減数分裂初期特異的に発現する遺伝子群）を活性化することで減数分裂を開始する。EMGの発現はUme6によって調節されている。Ume6は、グルコースと窒素のレベルが高い時にはヒストン脱アセチル化酵素のRpd3とSin3をリクルートしてEMGの発現を抑制し、グルコースと窒素のレベルが低い時にはEMGの転写因子Ime1をリクルートする。Rim15はRpd3とSin3を除去し、Ume6がEMGのプロモーター領域へIme1をリクルートして減数分裂の開始を可能にする。
減数分裂の開始における役割に加えて、Rim15はストレス存在下でのG0期への移行にも重要な影響を与える因子であることが示されている。いくつかの異なる栄養シグナル伝達経路からのシグナルはRim15へ統合され、Rim15は転写因子Gis1、Msn2、Msn4を活性化する。Gis1はpost-diauxic growth shift（PDS）エレメントを含むプロモーターに結合して活性化を行い、Msn2とMsn4は stress-response element（STRE）を含むプロモーターに結合して活性化を行う。Rim15がどのようにGis1とMsn2/4を活性化するのかは明らかではないが、直接的なリン酸化またはクロマチンリモデリングを介した機構が想定されている。Rim15はN末端にPASドメインを持つ、PASキナーゼファミリーの新規メンバーであることが判明している。PASドメインはRim15の調節ユニットであり、酵母における酸化ストレスの検知に関与している可能性がある。

### 栄養シグナル伝達経路

#### グルコース
酵母はグルコースの発酵によって指数関数的に増殖する。グルコースのレベルが低下すると、酵母は発酵から細胞呼吸への切り替えを行い、対数増殖期の発酵産物を代謝する。この切り替えはdiauxic shift（ジオキシックシフト、ダイオキシックシフト）と呼ばれ、G0期へ移行した後に起こる。周囲のグルコースレベルが高い時には、Ras-cAMP-PKA経路（cAMP依存性経路）を介し、cAMPの産生が上昇することでPKAによるRim15の阻害が引き起こされ、細胞増殖が行われる。グルコースレベルが低下すると、cAMPの産生は低下し、PKAによるRim15の阻害が解除され、酵母細胞はG0期へ移行する。

#### 窒素
グルコースに加えて、窒素の存在も酵母の増殖には重要である。低窒素条件下ではRim15が活性化され、プロテインキナーゼのTORC1とSch9を不活性化することで細胞周期の停止を促進する。TORC1とSch9は2つの異なる経路、すなわちTOR経路とFermentable Growth Medium induced pathwayと呼ばれる経路にそれぞれ属するが、どちらのプロテインキナーゼもRim15の細胞質への維持を促進する作用がある。通常条件下では、Rim15はスレオニン1075番残基のリン酸化によって細胞質に位置する14-3-3タンパク質のBmh2へと係留される。TORC1は細胞質の特定のホスファターゼを不活性化することでRim15がBmh2へ係留された状態を維持する。一方、Sch9はスレオニン1075番に近接した別の14-3-3結合部位のリン酸化によってRim15の細胞質での維持を促進すると考えられている。Rim15は自己リン酸化によって自身の核外輸送を促進することも判明している。細胞外の窒素レベルが低下すると、TORC1とSch9は不活性化され、Rim15は脱リン酸化されて核へ移行し、そこでG0期への移行に関与する転写因子を活性化する。

#### リン酸
酵母細胞は、無機リン酸の産生やアップレギュレーションに関与する遺伝子を活性化することで細胞外のリン酸レベルの低下に応答する。PHO経路はリン酸レベルの調節に関与する経路である。通常条件下では、サイクリン-CDK複合体のPho80-Pho85は転写因子Pho4をリン酸化によって不活性化する。しかしリン酸レベルが低下すると、Pho81がPho80-Pho85を阻害し、Pho4は活性化される。リン酸が豊富に存在するときには、Pho80-Pho85はRim15のスレオニン1075番残基のリン酸化も促進し、Rim15の核内プールの阻害を行う。このように、通常条件下ではPho80-Pho85はSch9、TORC1と協奏的に作用し、Rim15の細胞質での保持を促進する。

## G0期からの脱出の機構

### サイクリンC/CDK3とRb
G1期からS期への移行は、G1期終盤にサイクリンD/CDK4とサイクリンE/CDK2によってRbタンパク質のリン酸化が進行し、不活性化されることで促進される。Rbの欠失によってG0期への再移行が促進されることからは、RbがG0期からG1期への移行の調節にも必須であることが示唆される。さらなる観察によって、サイクリンCのmRNAのレベルがG0期を脱出するときに最も高くなることが明らかにされ、サイクリンCがRbをリン酸化し、G0期で停止した細胞周期の再開の促進に関与している可能性が示唆された。免疫沈降キナーゼアッセイによって、サイクリンCがRbに対するキナーゼ活性を持つことが確認された。さらに、サイクリンD、Eとは異なり、サイクリンCのRbに対するキナーゼ活性はG1期の序盤に最も高く、G1期の終盤とS期に最も低くなり、ここからもサイクリンCがG0期からG1期への移行に関与している可能性が示唆される。蛍光活性化セルソーティング（FACS）を用いることで、G0期の細胞はRNAに対するDNAの比がG1期の細胞よりも高いことから同定される。哺乳類細胞の内在性のサイクリンCをRNAiによって抑制することで、G0期で停止した細胞の割合が増加することがこの手法によって明らかにされ、サイクリンCがG0期からの脱出を促進していることが確認された。さらに、Rbの特定のリン酸化部位に変異を導入する実験によって、サイクリンCによるセリン807番/811番残基のリン酸化がG0期からの脱出に必要であることが示された。しかし、このリン酸化パターンがG0期からの脱出に十分であるかは未だ明らかではない。共免疫沈降アッセイによって、サイクリンCと複合体を形成してこれらの残基をリン酸化しているのはCDK3であることが明らかにされた。興味深いことに、これらの残基はG1期からS期への移行時のサイクリンD/CDK4によるリン酸化の標的部位でもある。このことはCDK3の活性はCDK4の機能によって補償される可能性を示唆しているが、このことはCDK3を欠失しているがCDK4は機能している細胞ではG0期からの脱出は遅れるだけであり、永久に阻害されるわけではないことからも裏付けられる。ただし、リン酸化標的の重複にもかかわらず、G0期からG1期への最も効率的な移行にはCDK3が必要であるようである。

### RbとG0期からの脱出
RbによるE2Fファミリーの転写因子の抑制は、G1期からS期への移行と同様にG0期からG1期への移行を調節していることが研究からは示唆されている。E2F複合体の活性化によってG1期への移行に必要な遺伝子の発現の活性化を行うヒストンアセチルトランスフェラーゼがリクルートされるが、一方でE2F4複合体は遺伝子発現を抑制するヒストン脱アセチル化酵素をリクルートする。CDK複合体によるリン酸化によってRbはE2F転写因子から解離し、G0期からの脱出に必要な遺伝子の発現が行われる。p107やp130といったRbポケットタンパク質ファミリーの他のメンバーもG0期での停止に関与していることが判明している。これらの知見を総合すると、RbによるE2F転写因子の抑制は細胞周期の停止を促進し、Rbのリン酸化によってE2Fの標的遺伝子の抑制が解除され、G0期からの脱出が引き起こされることが示唆される。E2Fの調節に加えて、RbはrRNAの合成に関与するRNAポリメラーゼIとRNAポリメラーゼIIIを抑圧することが示されている。このようにRbのリン酸化は、G1期への移行に伴うタンパク質合成に重要な、rRNAの合成の活性化も行う。